# Autobomba urbana lleugera

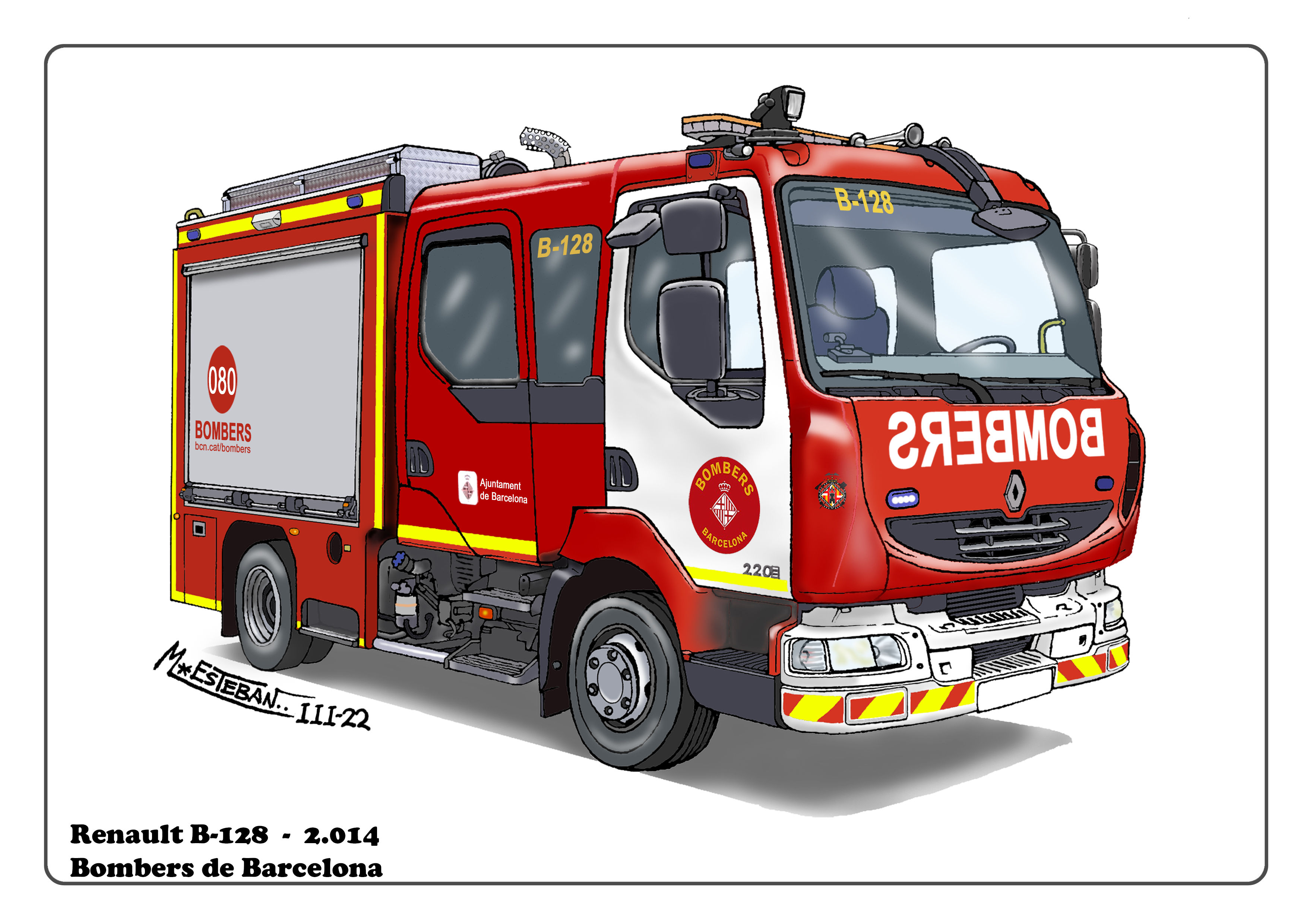
BUL de Bombers de Barcelona

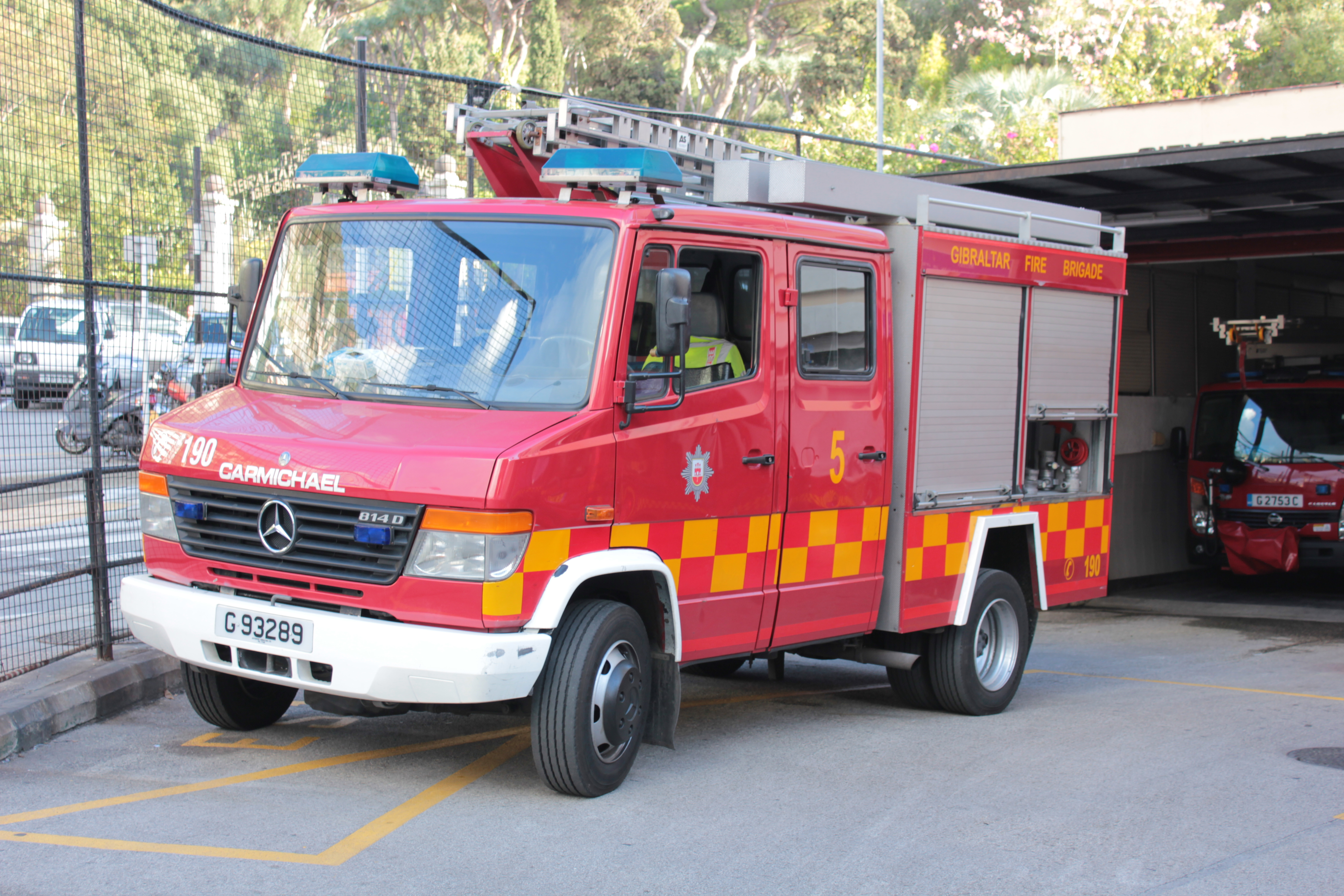
BUL de Bombers de Gibraltar

La autobomba urbana lleugera (BUL) és un tipus de vehicle de bombers, una autobomba de dimensions reduïdes i de gran capacitat de maniobra i penetració, que té una capacitat mínima per a 800 l d'aigua, aproximadament, i que s'utilitza en serveis urbans. Està especialment indicada per a serveis de salvament o incendi en carrers estrets.

## Classificació
Les autobombes es classifiquen en Lleugeres (BUL) i Pesants (BUP), en funció de la capacitat d'aigua de la cisterna (més de 800 l i de 3.200 l, respectivament). Tanmateix la Norma UNE-EN 1846-1 classifica els vehicles de bombers segons la seva Massa Total en Càrrega (MTC):
- Lleuger (L): 3 t ≤ MTC ≤ 7,5 t, (BUL)
- Mitjà (M): 7,5 t ≤ MTC ≤ 16 t, (BUL o BUP)
- Superior (S): MTC ≥ 16 t. (BUP)

Així, un vehicle de tipus mitjà podrà anomenar-se lleuger o pesant, en funció de la capacitat d'aigua de la cisterna.

## Característiques
Les seves reduïdes dimensions permeten una fàcil circulació per zona urbana i una ràpida primera intervenció, però l'escassa capacitat d'aigua el fa dependre de la xarxa urbana d'hidrants d'incendi, o de l'ajuda d'altres autobombes.
Disposa d'una bomba hidràulica centrífuga, amb 2 sortides de Ø 70 mm, 1 sortida de Ø 45 mm i 1 sortida de Ø 25 mm, que permet llençar aigua amb alimentació de la cisterna (normalment de 800 l a 2.000 l), alimentació des de xarxa a pressió, des d'una altra autobomba, o per aspiració, fins a 7,5 m de fondària. Disposa també d'una mànega de Ø 25 mm semirrígida, de més de 40 m de llargada per a una intervenció ràpida.